# 劉廣松
劉廣松（1981年11月18日—），中國男子跆拳道運動員，山東聊城出生。

## 生涯
劉廣松在1998年時於山東省體育學院參與跆拳道訓練，教練劉道光，隨後入選山東隊；2002年，他成為國家隊一員，陳立人為他的教練。
同一年，劉廣松取得全國錦標賽男子78公斤級小項的亞軍。翌年，他在同一賽事中得第三。2005年，他在十運會跆拳道項目的男子80公斤級小項取得一面銅牌。
2006年10月，劉廣松在武漢舉行的全國錦標賽中，決賽以3:0擊敗陝西對手，首度贏得該賽事的冠軍。兩個月後的多哈亞運，他在男子84公斤級小項的八強賽中以8分不敵伊朗對手而被淘汰出局。